# Таунвил (Пенсилванија)
Таунвил (енгл. Townville) град је у америчкој савезној држави Пенсилванија.

## Демографија
По попису из 2010. године број становника је 323, што је 17 (5,6%) становника више него 2000. године.
| Група             | 2000.       | 2010.       |
| Белци             | 303 (99,0%) | 321 (99,4%) |
| Афроамериканци    | 0 (0,0%)    | 0 (0,0%)    |
| Азијати           | 1 (0,3%)    | 0 (0,0%)    |
| Хиспаноамериканци | 1 (0,3%)    | 2 (0,6%)    |
| Укупно            | 306         | 323         |